# 沙西尼陨石

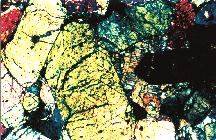
在橫向偏振光下的沙西尼隕石切片 (JPL)

沙西尼隕石是在1815年10月3日早上約8:00墜落在法國上马恩省沙西尼的一顆隕石，沙西尼隕石是依據墜落地點沙西尼命名的，並且是火星隕石 (SNCs) 中"C"的來源。沙西尼隕石是橄欖石的堆積岩 (純橄欖岩)，它幾乎完全由橄欖石組成，還有內部堆積的輝石、長石和氧化物。直到在西北非洲的摩洛哥發現NWA2737之前，它是唯一被知道的純橄欖石。
沙西尼隕石是特別重要的，因為不同於多數的火星隕石，它包含的惰性氣體成分與當前的火星大氣層不同。這種差異被推測為來自自然的累積 (地函衍生) 。